# Robert Conrotte
Robert Louis Conrotte (Musson, 14 juni 1923 - Athus, 22 september 1995) was een Belgisch senator.

## Levensloop
Robert Conrotte werkte als arbeider in de mijnen van Musson. In 1948 werd hij vakbondsafgevaardigde voor het CSC in Aarlen en in 1960 werd hij benoemd tot provinciaal verantwoordelijke van de CSC voor de metallurgie. Met name aandachtig voor kwesties aangaande de economie in de provincie Luxemburg, verdedigde hij lange tijd de belangen van grensarbeiders, voornamelijk via christelijke sociale werken. Conrotte was mede-initiatiefnemer voor het toekennen van hetzelfde statuut aan staalarbeiders als aan mijnwerkers in grensarbeid. Als ondervoorzitter van de Société de diversification du bassin luxembourgeois werkte hij mee aan de reconversie van de teloorgegane staalfabrieken van Athus.
Conrotte werd eveneens politiek actief voor de PSC. Van 1971 tot 1987, hetzij zestien jaar lang, zetelde hij als provinciaal senator voor de provincie Luxemburg in de Senaat. Als gevolg van de toen bestaande dubbelmandaten was hij ook lid van de Franse Cultuurraad (1971-1980), de voorlopige Waalse Gewestraad (1974-1977) en de Waalse Gewestraad en de Raad van de Franse Gemeenschap (1980-1981). Van 1974 tot 1975 was Conrotte eerste ondervoorzitter van de voorlopige Waalse Gewestraad en hij maakte van 1979 tot 1980 als secretaris en van juni tot oktober 1980 als ondervoorzitter deel uit van het Bureau van de Franse Cultuurraad. Daarna was hij van 1980 tot 1981 eerste ondervoorzitter van de pas geïnstalleerde Waalse Gewestraad. In februari 1985 werd hij nog secretaris van de Senaat, een functie die hij zou vervullen tot aan de verkiezingen later dat jaar. Eind 1985 werd hij vervolgens quaestor, tot aan het einde van zijn parlementaire loopbaan in 1987. Voorts vertegenwoordigde hij van 1980 tot 1983 zijn partij in de Gewestelijke Economische Raad voor Wallonië.
Conrotte was daarnaast actief in de lokale politiek als gemeenteraadslid van Aarlen, van 1983 tot 1989.